# Hoofdweg van Hanoi
De Hoofdweg van Hanoi (Vietnamees:Xa lộ Hà Nội) is een rijksweg in Vietnam in de provincies van Vietnam Đồng Nai en Ho Chi Minhstad. De weg volgt voor een gedeelte de Nationale weg 1A.
De weg is gefinancierd door de Verenigde Staten en is ongeveer 31 kilometer lang en is tussen 1959 en 1961 aangelegd. De weg begint bij de Phan Thanh Giảnbrug, die toen nog de naam Điện Biên Phủbrug droeg. De weg eindigt eindigt bij Tam Hiệp, Biên Hòa.